# Фахардо, Кевин
Кевин Фахарлдо Мартинес (исп. Kevin Fajardo Martínez; 5 сентября 1989 года, Лимон, Коста-Рика) — коста-риканский футболист, защитник.

## Клубная карьера
Воспитанник клуба "Сантос де Гуапилес". Шесть лет Фахардо отыграл в своей родной команде, после чего на один сезон он съездил в Гватемалу, где защитник выступал в составе "Кобан Имперьяля". Вернувшись на родину футболист играл за "Картахинес" и "Кармелиту".

## Сборная
Свой единственный матч за сборную Коста-Рики Кевин Фахардо провел 8 октября 2011 году против Эквадора, в котором его национальная команда потерпела поражение со счетом 0:2. Чуть ранее, в том же году, защитник входил в заявку костариканцев на Кубке Америки в Аргентине.